# Mistrzostwa Polski w Łyżwiarstwie Szybkim na Dystansach 2022
36. Mistrzostwa Polski w Łyżwiarstwie Szybkim na Dystansach 2022 odbyły się w dniach 28-31 października 2021 roku na torze Arena Lodowa Tomaszów Mazowiecki.

## Obrońcy tytułów
| Konkurencja                 | Mężczyźni       | Kobiety             |
| --------------------------- | --------------- | ------------------- |
| 500 metrów                  | Artur Nogal     | Karolina Bosiek     |
| 1000 metrów                 | Artur Nogal     | Karolina Bosiek     |
| 1500 metrów                 | Marcin Bachanek | Natalia Czerwonka   |
| 5000 metrów / 3000 metrów   | Szymon Palka    | Magdalena Czyszczoń |
| 10 000 metrów / 5000 metrów | Szymon Palka    | Magdalena Czyszczoń |
| Start masowy                | Szymon Palka    | Karolina Bosiek     |

## Kobiety
| Konkurencja:     | 1. miejsce                                                       | Rezultat | 2. miejsce                                                  | Rezultat | 3. miejsce                                                           | Rezultat |
| 500 m            | Kaja Ziomek (MKS Cuprum Lubin)                                   | 38.72    | Andżelika Wójcik (AZS-AWF Katowice)                         | 38.77    | Karolina Bosiek (Pilica Tomaszów Mazowiecki)                         | 39.60    |
| 1000 m           | Andżelika Wójcik (AZS-AWF Katowice)                              | 1:17.02  | Karolina Bosiek (Pilica Tomaszów Mazowiecki)                | 1:17.87  | Kaja Ziomek (MKS Cuprum Lubin)                                       | 1:18.65  |
| 1500 m           | Natalia Czerwonka (KS ARENA Tomaszów Mazowiecki)                 | 1:59.83  | Karolina Bosiek (Pilica Tomaszów Mazowiecki)                | 2:01.07  | Liwia Kubin (KS SNPTT 1907 Zakopane)                                 | 2:04.78  |
| 3000 m           | Karolina Bosiek (Pilica Tomaszów Mazowiecki)                     | 4:17.35  | Magdalena Czyszczoń (AZS-AWF Katowice)                      | 4:19.92  | Liwia Kubin (KS SNPTT 1907 Zakopane)                                 | 4:33.52  |
| 5000 m           | Magdalena Czyszczoń (AZS-AWF Katowice)                           | 7:26.53  | Natalia Jabrzyk (Pilica Tomaszów Mazowiecki)                | 7:47.54  | Liwia Kubin (KS SNPTT 1907 Zakopane)                                 | 8:01.54  |
| Start masowy     | Karolina Bosiek (Pilica Tomaszów Mazowiecki)                     | 60       | Natalia Jabrzyk (Pilica Tomaszów Mazowiecki)                | 40       | Magdalena Czyszczoń (AZS-AWF Katowice)                               | 20       |
| Wyścig drużynowy | AZS-AWF Katowice Magdalena Czyszczoń Olga Kaczmarek Iga Wojtasik | 3.19.54  | WTŁ Stegny Warszawa Martyna Baran Zofia Braun Maja Płończyk | 3:28.37  | Pilica Tomaszów Mazowiecki Natalia Jabrzyk Kaja Kozar Iga Smejda     | 3:29.88  |
| Sprint drużynowy | AZS-AWF Katowice Iga Wojtasik Olga Kaczmarek Andżelika Wójcik    | 1:32.51  | WTŁ Stegny Warszawa Maja Płończyk Martyna Baran Zofia Braun | 1:35.42  | Pilica Tomaszów Mazowiecki Paula Danielik Iga Smejda Natalia Jabrzyk | 1:36.11  |

### Mężczyźni
| Konkurencja:     | 1. miejsce                                                              | Rezultat | 2. miejsce                                                                      | Rezultat | 3. miejsce                                                            | Rezultat |
| 500 m            | Piotr Michalski (AZS AWF Katowice)                                      | 35.20    | Damian Żurek (Pilica Tomaszów Mazowiecki)                                       | 35.32    | Artur Nogal (GKS Stoczniowiec Gdańsk)                                 | 35.41    |
| 1000 m           | Piotr Michalski (AZS AWF Katowice)                                      | 1:10.57  | Damian Żurek (Pilica Tomaszów Mazowiecki)                                       | 1:10.95  | Artur Nogal (GKS Stoczniowiec Gdańsk)                                 | 1:11.26  |
| 1500 m           | Marcin Bachanek (GKS Stoczniowiec Gdańsk)                               | 1:49.19  | Jakub Piotrowski (Pilica Tomaszów Mazowiecki)                                   | 1:49.68  | Zbigniew Bródka (UKS Błyskawica Domaniewice)                          | 1:50.24  |
| 5000 m           | Szymon Palka (GKS Stoczniowiec Gdańsk)                                  | 6:38.17  | Artur Janicki (UKS Błyskawica Domaniewice)                                      | 6:39.61  | Mateusz Owczarek (Pilica Tomaszów Mazowiecki)                         | 6:45.22  |
| 10 000 m         | Szymon Palka (GKS Stoczniowiec Gdańsk)                                  | 13:39.00 | Artur Janicki (UKS Błyskawica Domaniewice)                                      | 13:49.31 | Zbigniew Bródka (UKS Błyskawica Domaniewice)                          | 14:07.99 |
| Start masowy     | Zbigniew Bródka (UKS Błyskawica Domaniewice)                            | 61       | Szymon Wojtakowski (Pilica Tomaszów Mazowiecki)                                 | 46       | Szymon Palka (GKS Stoczniowiec Gdańsk)                                | 20       |
| Wyścig drużynowy | GKS Stoczniowiec Gdańsk Marcin Bachanek Dawid Burzykowski Szymon Palka  | 3:58.69  | Pilica Tomaszów Mazowiecki Mateusz Owczarek Jakub Piotrowski Szymon Wojtakowski | 4:00.39  | AZS Zakopane Radosław Jakubski Paweł Ostrowski Patryk Wójcik          | 4:35.80  |
| Sprint drużynowy | GKS Stoczniowiec Gdańsk Marcin Bachanek Artur Nogal Sebastian Kłosiński | 1:23.75  | Pilica Tomaszów Mazowiecki Mateusz Owczarek Jakub Piotrowski Szymon Wojtakowski | 1:24.20  | GKS Stoczniowiec Gdańsk II Jan Świątek Dawid Burzykowski Szymon Palka | 1:25.47  |